# جریان‌های سیاسی جمهوری ارمنستان
جریان‌های سیاسی جمهوری ارمنستان (مبانی فکری، دیدگاه‌ها و رویکردها) کتابی است نوشته «ولی کوزه‌گر کالجی» که در زمستان ۱۳۹۳ منتشر شده‌است.
نویسنده در بخشی از یادداشت خود در ابتدای کتاب می‌نویسد:
«متأسفانه طی دو دهه گذشته در محافل علمی و تحقیقاتی کشورمان مسئله ارمنستان مورد غفلت قرار گرفته‌است و قریب به بیشتر منابع فارسی بر موضوعات حوزه سیاست خارجی ارمنستان یا تحولات قره‌باغ متمرکز شده‌است. تنها اثر قابل تأمل در این حوزه، کتاب سیاست و حکومت در ارمنستان نوشته جلیل روشندل و رافیک قلی‌پور است که در ابتدای دهه ۱۳۷۰ منتشر شد و در دو دهه گذشته، چندین بار همراه با اصلاحاتی در قالب کتاب‌های سبز وزارت امور خارجه تحت عنوان ارمنستان منتشر شده‌است. اما در همین اثر نیز تنها یک بخش به تحولات سیاسی جامعه ارمنستان؛ آن هم در حد کلیات اختصاص یافته و در آن اشاره کوتاهی تنها به فعالیت دو حزب سیاسی ارمنستان، یعنی فدراسیون انقلابی ارمنی و حزب جنبش ملی ارمنیان شده‌است. از این‌رو، با گذشت بیش از دو دهه از استقلال ارمنستان، هیچ اثر مستقل، جامع و مدونی در زمینه جریان‌های سیاسی و فکری تنها همسایه مسیحی ایران تولید نشده‌است.»

## فصل‌ها
این کتاب مشتمل بر دو بخش و پنج فصل است.
- بخش اول: احزاب و جریان‌های سیاسی ارمنستان

فصل اول: احزاب محافظه کار (جریان راست)
فصل دوم: احزاب سوسیالیست (جریان چپ)
فصل سوم: احزاب لیبرال
- بخش دوم: دیاسپورای ارمنی

فصل اول: دیاسپورای ارمنی؛ سیر تحول تاریخی و اهداف آن
فصل دوم: روابط دیاسپورای ارمنی با دولت ارمنستان

## دیباچه کتاب
پروفسور گارنیک آساتوریان برای کتاب «جریان‌های سیاسی جمهوری ارمنستان» در دیباچه کتاب می‌نویسد:
«بررسی و پژوهش در مورد اندیشه سیاسی ارمنی، ایدئولوژی احزاب سیاسی ارمنی و پیشینه آنان به حق کاری قابل تقدیر است. این پژوهش توانسته‌است تصویری جامع از فضای سیاسی حاکم بر جمهوری ارمنستان و جماعت ارمنیان پراکنده به عنوان حلقه واسط میان این کشور و جهان خارج ترسیم نماید. بی‌شک، برای نگارنده این اثر، مطالعه و پژوهش در زمینه پویش‌ها و روندهای سیاسی کنونی احزاب سیاسی جامعه ارمنستان و نیز تحلیل پیامدها و نتایج عملکرد این احزاب، بدون توجه عمیق به پیشینه تاریخی، سیر تحول احزاب سیاسی ارمنی و مسائل بنیادینی چون نسل‌کشی ارمنیان، مسئله قره باغ، مسئله حفظ هویت ملی ارمنیان در سراسر جهان، امنیت جماعت ارمنیان پراکنده و ارتباط میان جامعه ارمنستان و جماعت ارمنیان پراکنده امکان‌پذیر نبوده‌است.»